# Ляхнович, Павел Игоревич
Павел Игоревич Ляхнович (бел. Павел Ігаравіч Ляхновіч; род. 7 января 1997, Плещеницы, Минская область) — белорусский футболист, полузащитник.

## Клубная карьера
Воспитанник минской футбольной школы «Фортуна», первый тренер — Романовский Сергей Владимирович. С 2015 года начал выступать за дубль борисовского БАТЭ. В июле 2016 года перешёл в «Смолевичи-СТИ», с марта по август 2017 года был игроком минской «Луча», но в этих клубах появлялся на поле редко. В августе 2017 года перешёл в команду «Крумкачи», где сначала выступал за дубль, а позже получил вызов в основной состав. 28 октября 2017 года дебютировал в Высшей лиге, выйдя на замену в концовке встречи со «Слуцком» (0:2).
В начале 2018 года «Крумкачей» дисквалифицировали из Высшей лиги, а в апреле полузащитник перешёл в «Чисть». В августе 2018 года перешёл в «Сморгонь». Сезон 2019 он начал в составе «Узды», а в августе стал игроком «Ошмяны-БГУФК». Вместе с этим клубом он вышел в Первую лигу, где начал сезон 2020, а вторую его половину провёл в «Виктории» из Марьина Горки.
В апреле 2021 года он перешёл в состав «Смолевичей» из Второй лиги, а в марте 2022 года стал игроком «Осиповичей». В марте 2023 года перешёл в команду «Крумкачи», где играл до августа 2023 года.